# یادزدودگی (فیلم ۲۰۱۵)
یادزدودگی یا فراموشی (انگلیسی: Amnesia (2015 film)) فیلمی در ژانر درام به کارگردانی باربت شرودر است که در سال ۲۰۱۵ منتشر شد.